# Валь-дю-Фабі
Валь-дю-Фабі (фр. Val-du-Faby) — муніципалітет у Франції, у регіоні Окситанія, департамент Од. Валь-дю-Фабі утворено 1 січня 2019 року шляхом злиття муніципалітетів Фа i Рувенак. Адміністративним центром муніципалітету є Фа. Населення — 582 особи (01.01.2021).